# Recyklace textilií
Recyklace textilií je systém sloužící k racionálnímu využití odložených textilií a textilních odpadů. Sestává ze sběru, třídění a použití starých textilií novým spotřebitelem nebo jejich úpravy spolu s textilními odpady na druhotnou surovinu.

## Historie recyklace

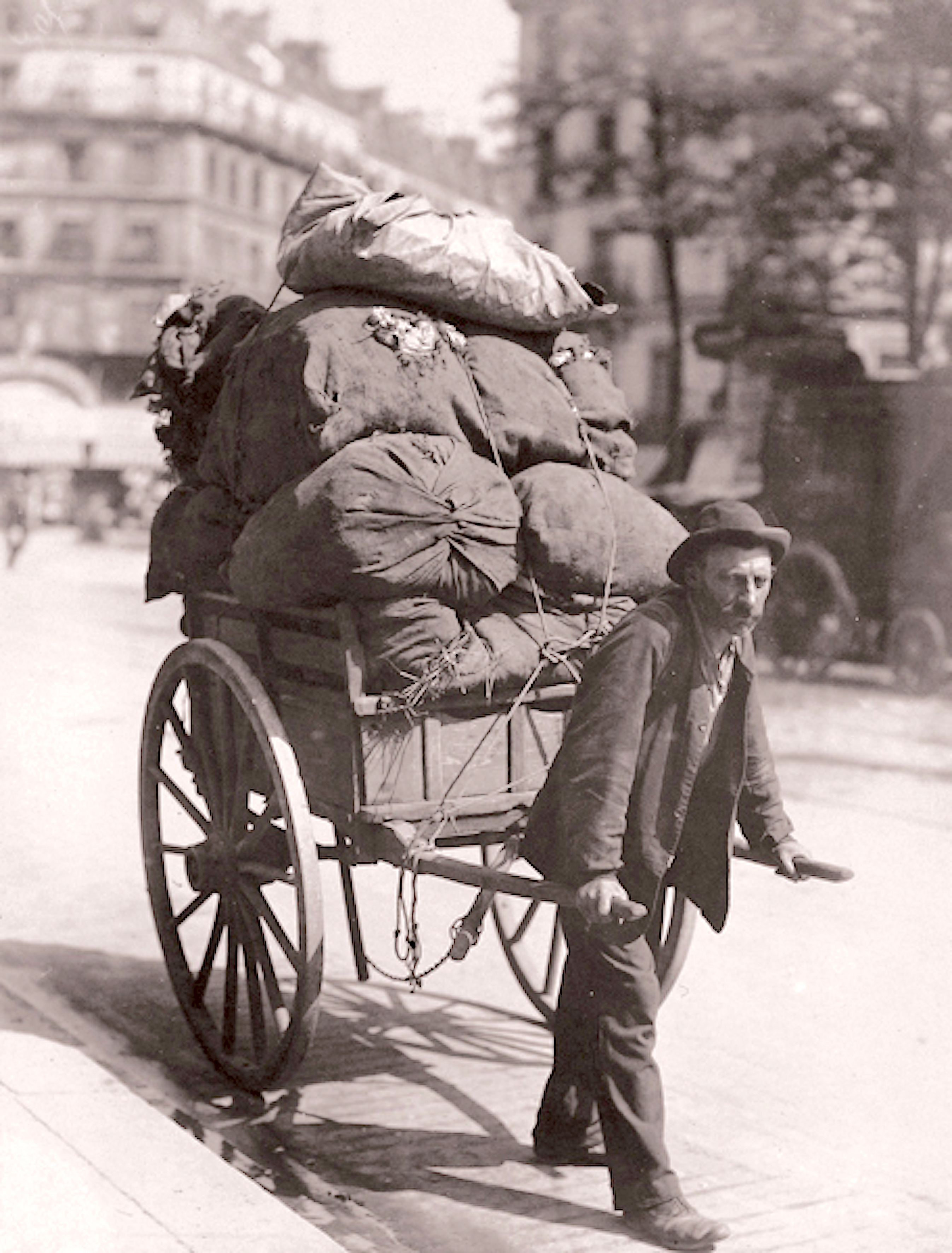
Hadrář v Paříži roku 1899

Použité textilie sbírali nebo skupovali po domech asi od 18. až do 20. století hadráři (nebo haderníci) a prodávali je nejdříve papírnám a později trhárnám na přípravu k výrobě příze. Systematická recyklace textilií byla poprvé zavedena v prvních letech 19. století v Anglii zpracováním vlněných odpadů na přízi shoddy.
Asi od poloviny 19. století se stalo italské Prato nejznámějším střediskem zpracování textilních odpadů. V ČR  byl textil jako sběrná surovina označen už v bývalém Československu Vládním nařízením ze dne 8. března 1949 č. 88/1949 Sb., o sběru a odbytu sběrných surovin.
V současné době organizují sběr většinou zpracovatelské podniky nebo charitativní spolky (ať už přes kontejnery na pevně stanovených místech nebo dočasné, odnos na sběrná místa nebo odvoz v určitých termínech od domu). Nicméně i charitativní spolky sbírající textil fungují komerčně a výtěžek z prodeje textilu používají na financování nebo materiální zajištění charitativních projektů tak i nákladů na sběr, svoz a třídění textilu. Někteří výrobci speciálních textilií organizují vlastní sběr, např. Gore-Tex, Sympatex (membrány), DuPont (ochranné oděvy z polyethylenu Tyvek).
Sběr textilu v ČR je pak realizován v režimu sběru odpadu nebo předcházení vzniku odpadu (tzv. PVO), v praxi ale může takový sběr vypadat stejně. Ani systém sběrových kontejnerů není ujednocený a každá společnost používá jiné typy. V ČR je jednou z nejstarších charitativních organizací sbírajících použité oblečení Diakonie Broumov, která působí od roku 1993 a zavedla ve městech a obcích kontejnery na oddělený sběr textilu v roce 2012.
Mezi země s největším množstvím textilního odpadu v Evropě patřily podle dat z roku 2020 Itálie, Francie a Velká Británie. Dle odhadů byla v roce 2018 asi třetina a v roce 2023 asi pětina hotových kusů oděvů v EU posbírána pro další využití, ať už přeprodej nebo recyklaci. Přímo k recyklaci zamířilo v Evropě v roce 2020 jen asi 10 % textilního odpadu, v USA v roce 2021 jen asi 15 % textilií, zbytek skončil na skládce nebo ve spalovně. V Německu byl v roce 2020 zaznamenán sběr použitých textilií 15 kg na obyvalele, z toho šlo 62 % na second hand, 14 % na hadry na čištění, 12 % na recyklaci a 12 % do odpadu. Průměrný Evropan vyhodil v roce 2023 asi 12 kg textilního odpadu (průměrný Čech pak podle dat AV ČR z roku 2019 asi 13 kg), průměrný Američan přitom podle dat z roku 2018 vyhodil asi 47 kg oblečení za rok.  Tato data se ale mohou různit dle způsobu výpočtu a odhadu obsahu komunálního odpadu.

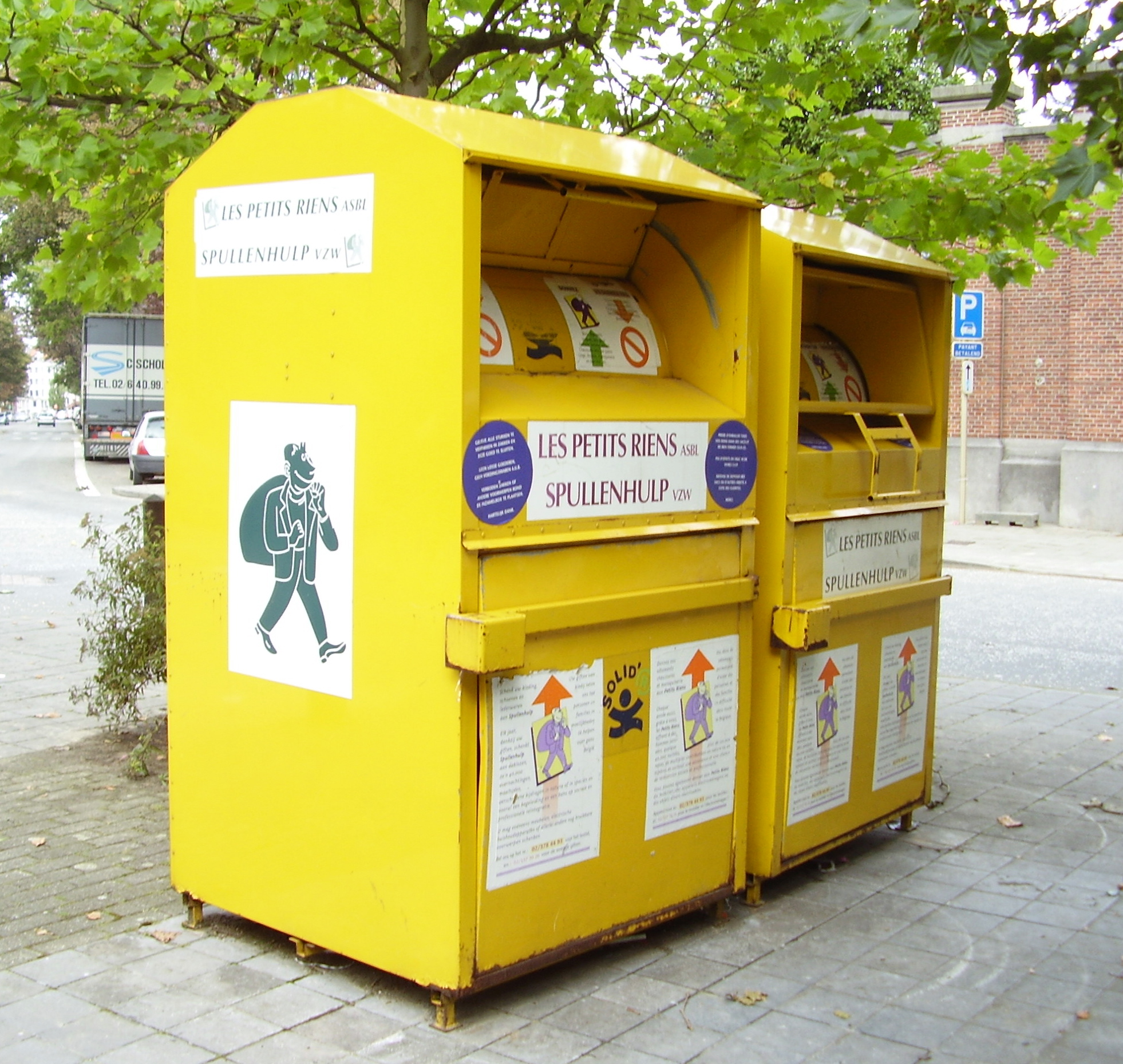
Kontejnery na použité textilie v Bruselu (2006)

V roce 2018 přijala Rada Evropy nová pravidla pro nakládání s textilními odpady a povinností členských států EU zavést do 1. ledna 2025 tříděný sběr textilu. Obce tak budou mít zákonnou povinnost nabídnout občanům nějaký ze způsobů odevzdání použitého textilu. Separace textilu by tak měla fungovat stejně jako třídění plastů, papíru nebo skla. Zpracovatelé takového textilu si pak budou muset zajistit povolení ke sběru textilního odpadu. Podle návrhu legislativy budou výrobci oblečení odvádět finanční příspěvky, které se obcím přerozdělí na následné zajištění recyklace (tzv. systém rozšířené odpovědnosti výrobce). Cílem je omezení skládkování textilního odpadu a větší míra jeho recyklace. V ČR přitom jenom mezi lety 2010 a 2019 došlo k 64% nárůstu textilního odpadu (z domácností a firem), přičemž největší část textilií končí právě v komunálním odpadu.

## Způsob třídění

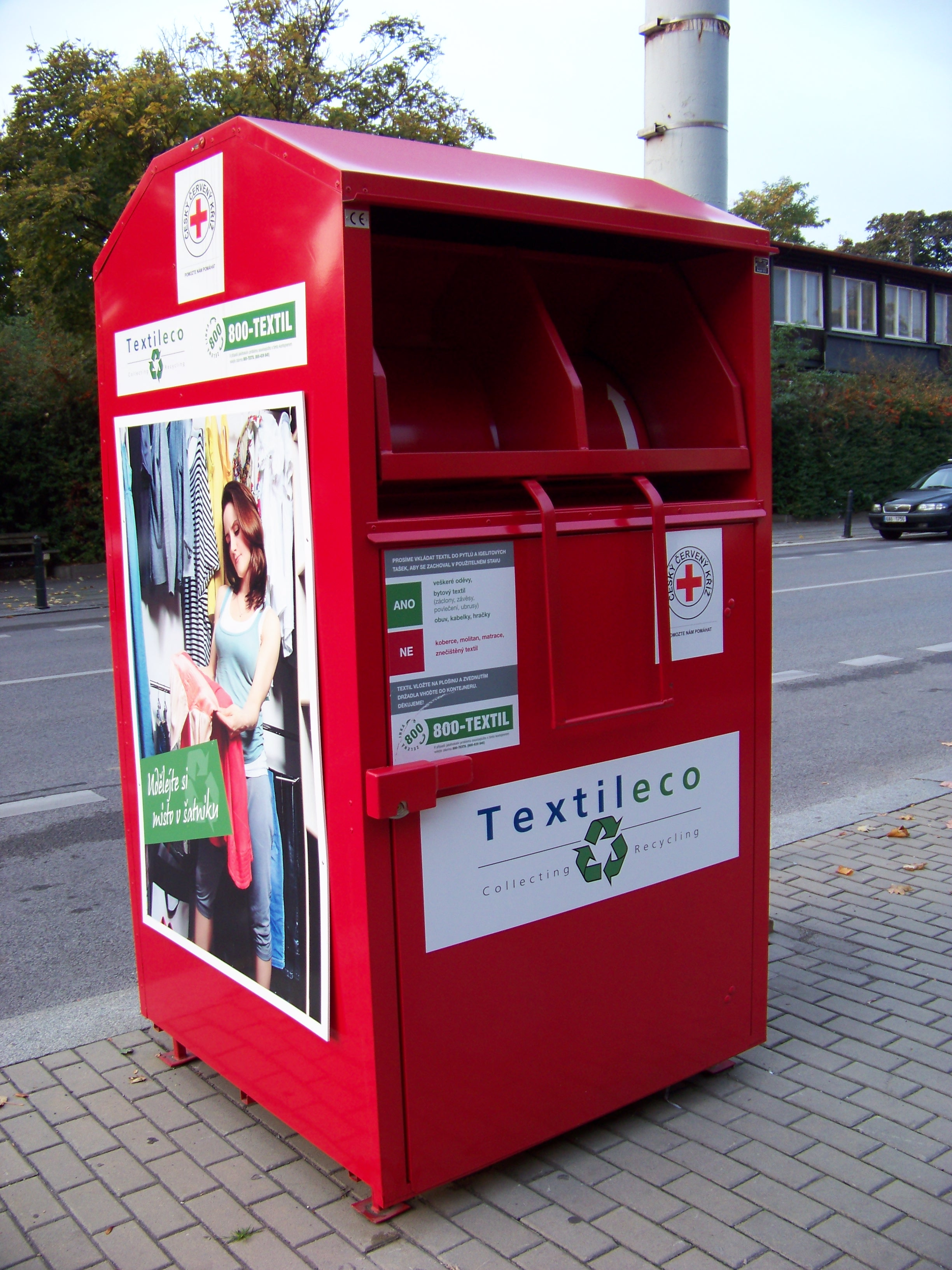
Kontejnery v Praze, dárcovský projekt Textileco (2012)

Třídění textilu lze rozdělit na dvě části:   
a) Hrubé rozdělení podle účelu použití
b) Příprava ke zpracování na druhotné suroviny

### a) Třídění textilií získaných ze sběru
Jde o hrubé rozlišení podle předpokládaného účelu použití:
| Způsob použití                                  | Podíl v % |
| ----------------------------------------------- | --------- |
| Prodej jako second hand a na charitativní účely | 40–60     |
| K rozstříhání na čisticí hadry                  | 15–16     |
| K úpravě na druhotné suroviny                   | 15–20     |
| Ke spálení                                      | do 10     |
| Nepoužitelný materiál                           | do 10     |

V roce 2022 uváděla Diakonie Broumov, že lze až třetinu oblečení darovaného do jejich sbírek vrátit k dalšímu nošení.
Organizace zabývající se sběrem a tříděním textilu v ČR jsou charitativní organizace jako Diakonie Broumov, Diecézní charita Brno, Adra, Armáda spásy, Coretex CZ SE ve spolupráci s Červeným křížem a společnosti s ručením omezeným jako Potex (poskytuje třídění textilu neziskovým organizacím a podporuje společnosti Kapka naděje a Linka bezpečí), Koutecký, Dimatex, Kapex, E+B Textil, H.B. Textilie nebo akciová společnost TextilEco a.s.

### b) Třídění materiálu ke zpracování na druhotné suroviny

#### Auromatické třídění
Ke zpracování odpadů k použití jako hodnotná druhotná surovina se musí textilie roztřídit podle  materiálového složení, barevného odstínu, technologie původního zpracování atd. 
Až do 21. století se tato práce prováděla manuálně, tzn. s vysokými mzdovými náklady, bez záruky přesnosti a u velké části směsových textilií byla prakticky neproveditelná. 
Asi od 2. dekády tohoto století se především v západní Evropě intenzivně zkoumají možnosti automatického třídění. V roce 2021 byly v EU zaznamenány výzkumné projekty v pokročilém stádiu:
- Fibersort (Nizozemsko) a SIPTex (Švédsko) na bázi spektroskopie NIR
- Resyntex (Německo) na bázi HSI (hyperspektrální radiometrie)
- Tex.IT (Švédsko) na bázi RFID (identifikace  na radiové frekvenci)[22]

Součástí švédského projektu SIPTex bylo v únoru 2021 zahájení provozu v prvním průmyslovém závodě na světě se zařízením na automatické třídění textilií k recyklaci s roční kapacitou 24 000 tun. Princip třídění: Kamera měří vlnovou délku v oblasti spektra 780-2526 nm, které je konzistentní s frekvencí hlavních skupin organických molekul textillních materiálů. V paměti počítače jsou uloženy parametry mnoha materálů, se kterými se s pomocí algoritmu hlubokého učení srovnávají měřené hodnoty a dávají elekronický impuls třídícímu mechanizmu k zařazení testovaného předmětu k patřičnému druhu materiálu (v závislosti na programu až cca 40 možností). Měření jednoho předmětu trvá asi 2 vteřiny, přesnost má přesahovat 95 %.
Barevné odstíny tříděných materiálů se měří systémem RGB.
Zařízení může objektivně měřit směsové materiály jen z maximálně 3 komponent, rozpozná jen materiálové složení povrchu textilie (jen plášť u vícevrstvých výrobků), jen suché, jednobarevné textilie.
Informace o skutečném efektu investice nebyly dosud (2024) zvěřejněny. 
Podle jedné britské studie (z roku 2014) bylo zařízení s podobnou technologií a kapacitou 16 000 tun za rok možné pořídit za cca 0,6 milionu € s návratností investice 3,5 roku.

#### Rozlišování podle druhu materiálu
- Vlněné textilie určené k trhání se v minulosti (asi do poloviny 20. století) rozlišovaly:

| Původní zpracování         | Tradiční označení  | Délka vláken v mm | Délka vláken v mm |
| Původní zpracování         | Tradiční označení  | původně           | po trhání         |
| -------------------------- | ------------------ | ----------------- | ----------------- |
| Měkké (ruční) pleteniny    | Zefír              | 100–150           | nad 50            |
| Strojní pleteniny          | Shoddy, Golfes     | 100–150           | do 35             |
| Lehké nevalchované tkaniny | Tibet (nebo Tybet) | 100–150           | 20                |
| Těžké valchované tkaniny   | Mungo              | 100               | 10–15             |
| Směsi s vlnou              | Alpakka, Extrakt   | 80–150            | 15–20             |

- Trhanému materiálu z bavlny se obvykle říká katun, trháním se krátí vlákna z původních cca 25 na 15 mm.

- Plošné textilie z umělých vláken se třídí (pokud se dají rozpoznat) podle druhu. Ke zpracování na druhotné suroviny se hodí všechny druhy až na polyuretan (elastany).

- Průmyslové odpady přicházejí k recyklování zpravidla tříděné ve výrobně.

Průměrný výskyt:
| Výrobní stupeň        | Druh odpadu              | Ø výskyt (%) |
| --------------------- | ------------------------ | ------------ |
| Výroba umělých vláken | nitě                     | 4–6          |
| Přádelna              | vlákna, nitě             | 3–5          |
| Tkalcovna, pletárna   | tkaniny, pleteniny, nitě | 2–4          |
| Barevna, úpravna      | tkaniny, pleteniny       | 3–5          |
| Konfekce oděvů        | tkaniny, pleteniny       | 15–20        |

## Úprava na druhotné suroviny
Naprostá většina druhotných surovin se získává ve formě vláken. Vlákna mohou pocházet z:
- vyčištěných vlákenných odpadů přádelen
- plošných textilií rozvolněných trháním
- (částečně) rozvolněných plošných textilií a nití krácených sekáním
- roztavených odpadů z umělých vláken

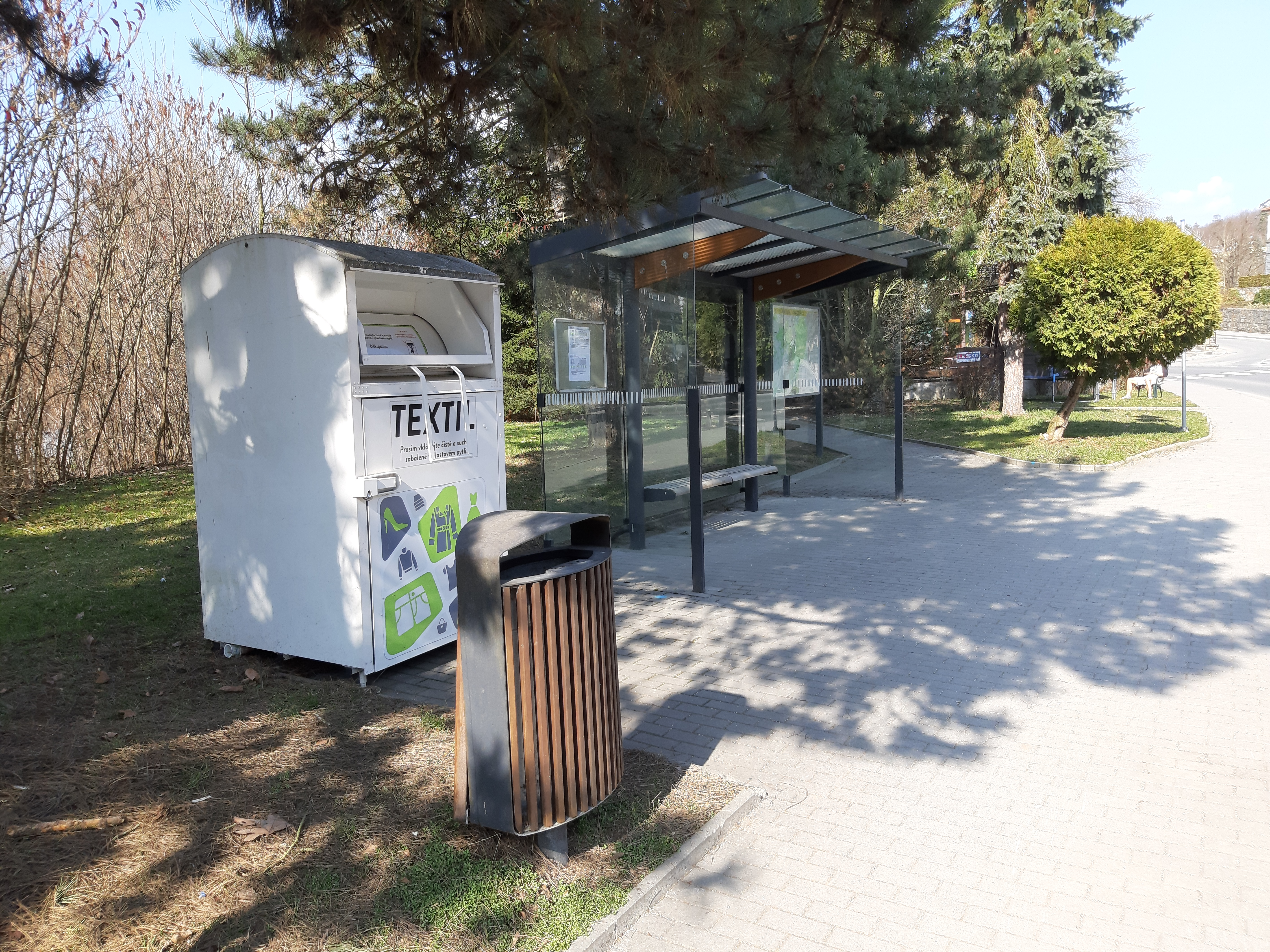
Konteiner pro sběr starého šatstva, Luhačovice (2021)

### Vlákenné odpady z přádelny
Odpady od mykacích strojů, výčesky a odsávaná vlákna od dopřádacích strojů se v některých přádelnách zčásti přimíchávají k vlastním výrobkům, většina se však prodává výrobcům odpadových přízí.
V přípravně ke spřádání se materiál zbavuje slupek, vlákenných smotků a prachu a niťových příměsí rozvolňováním na klepacích a čechracích strojích. Výsledná vlákna mají délku 10–20 mm, vlákna od dopřádacích strojů mají téměř stejné hodnoty jako prvotní surovina. Materiál je vždy jeden z komponentů ve vigoňových, frikčních a případně rotorových přízích.

### Trhání plošných textilií a odpadů ze staplových přízí
K rozvolnění plošných textilií se používají trhací stroje. Stroj sestává z 1–5 bubnů opatřených ocelovými kolíky (cca 1–2/cm², délka 4–5 cm). Při pracovní šíři 800 mm může dosáhnout výkonu až 5000 kg/h. Před trháním se obzvlášť znečištěné odpady musí prát, případně karbonizovat (vlna) a napouštět olejovou emulzí. Intenzita trhání se přizpůsobuje druhu předkládané textilie (viz Třídění). Niťové odpady se dodatečně rozvolňují na druzetách a garnetách (působících podobně jako mykací stroje). Následkem trhání se v každém případě vlákna podstatně zkracují a značně snižuje jejich pevnost.
Trhaná vlněná vlákna se přidávají do mykaných přízí (např. shoddy až 70 %, ostatní trhané vlny cca do 30 %) z vláken jiných trhaných materiálů se vyrábí vigoňové a frikční příze nebo provazy technologií Kemafil.

### Sekání nití z umělých vláken
Částečně rozvolněné plošné textilie a niti z umělých vláken, obzvláště filamentové odpady se krátí na délky do 10 mm na gilotinových nebo kruhových sekacích strojích. Použití: netkané textilie (např. kompozity), granuláty a taveniny na nové zvlákňování.

### Recyklace koberců a netkaných textilií
Ve 20. století se podle některých odborných publikací používal materiál získaný recyklační technologií Lesti k výrobě izolačních desek apod. Z pozdější doby není o tomto způsobu recyklace nic známo.

## Využití recyklovaného textilu

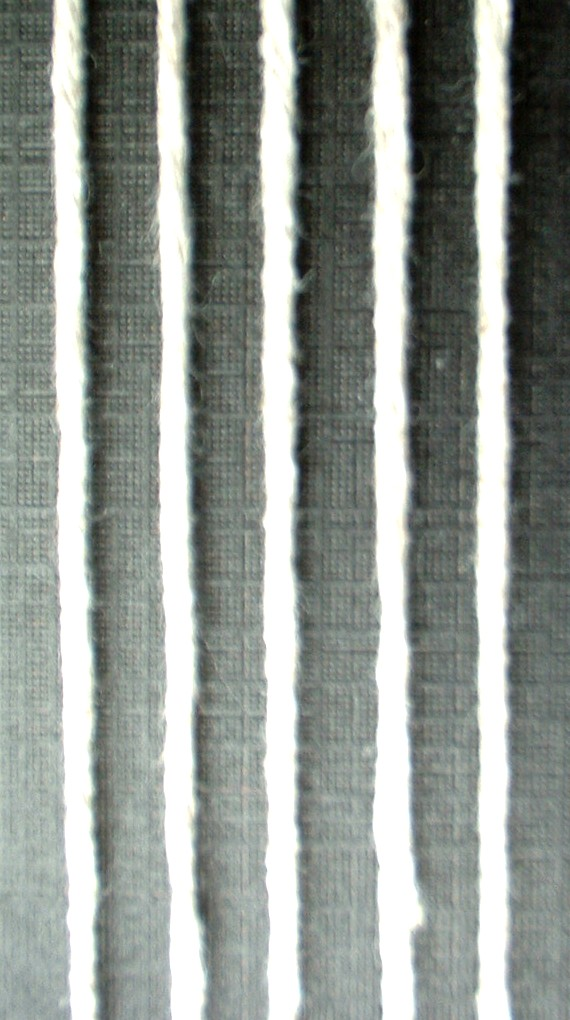
Ručně pletací příze 30 tex x 2 x 7 z recyklovaných vláken CO/PES (65/35)

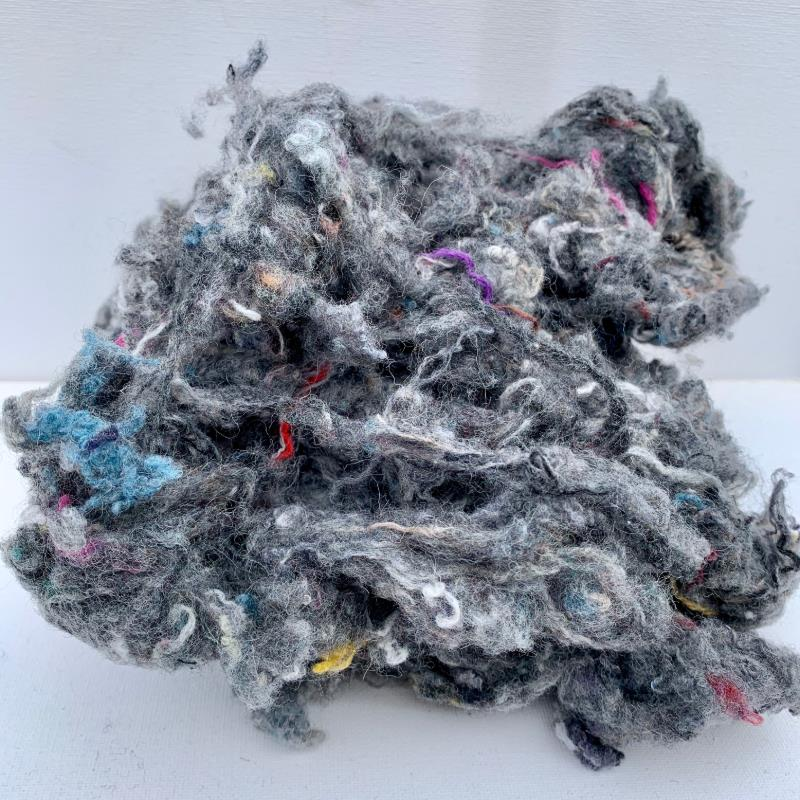
Recyklovaná vlněná vlákna

Např. v Německu se v roce 1994 vyřadilo 1,8 milionu tun použitých textilií, z těch šlo 23 % do prodeje jako second hand, 4 % se využila jako druhotná surovina a 73 % se nějakým způsobem zničilo (podíl spáleného materiálu na výrobě tepelné energie nebyl evidován). Podle této studie by bylo technicky možné 18 % využít jako druhotné suroviny a 60 % na hodnotné palivo.
Ze shora uvedených západoevropských údajů se dá odvodit, že z opotřebovaných textilií a z textilních odpadů by v současné době bylo možné získat ročně asi 15 milionů tun druhotných surovin. Roční světová výroba mykaných, vigoňových a frikčních přízí, netkaných a kemafilových textilií z recyklovaného materiálu dosahuje ale maximálně poloviny tohoto množství. Z příkladů výrobků z recyklovaných textilií nabízených v první dekádě 21. století (filamenty, kobercové příze, pletací příze a pleteniny) není viditelné, v jakém množství se produkují.
Lepšímu využití recyklace brání pravděpodobně poměrně vysoké náklady na získání druhotných surovin a nedostatečně rozvinuté použití technických textilií, které jsou hlavním odběratelem recyklovaných produktů.

### Recyklovaná vlna
S recyklací vlny začal Angličan Law v roce 1813. Asi od poloviny 19. století je průmyslová recyklace a zpracování „trhané“ vlny značně rozšířeno v Itálii, v 21. století je tento obor známý také z Indie a Číny. V roce 2019 byla celosvětově zaznamenána recyklace 70 000   % tun (cca 7 % z celkového množství prané vlny). Recyklovaná vlákna se používají zpravidla jako příměs pro netkané textilie, oděvní textilie a kompozity. Směsové příze se vyrábějí např. ve složení: recyklovaná/střížní vlna(x) = 30/70, 50/50, 75/25 %.
(x) Označení střížní vlna nebo panenská vlna (virgin wool) se používá zejména u oděvních textilií pro celovlněné výrobky bez příměsi recyklovaných vláken. Pro tyto materiály se uděluje od roku 2019 tzv. vlněná pečeť.